# Якимівське (село)
Яки́мівське — село в Україні, у Вільнянській міській громаді Запорізького району Запорізької області. До 2020 орган місцевого самоврядування — Новогупалівська сільська рада.
Площа села – 19,6 га. Кількість дворів – 2, кількість населення на 01.01.2007 р.  –  4 чол. 

## Географія
Село Якимівське знаходиться за 3,5 км від села Солоне. По селу протікає пересихаючий струмок.
Село розташоване за 15 км від центру громади, за 37 км від обласного центру. Найближча залізнична станція – платформа 1063 км – знаходиться за 4 км від села.

## Історія
Село виникло на початку XX ст. як хутір Якимова.
7 (20) листопада 1917 року, відповідно до Третього Універсалу Української Центральної Ради, увійшло до складу Української Народної Республіки.
Внаслідок поразки Перших визвольних змагань село надовго окуповане більшовицькими загарбниками.
В 1932-1933 селяни пережили сталінський геноцид.
З 24 серпня 1991 року село входить до складу незалежної України. 
12 червня 2020 року, відповідно до Розпорядження Кабінету Міністрів України від № 713-р «Про визначення адміністративних центрів та затвердження територій територіальних громад Запорізької області», увійшло до складу Вільнянської міської громади.
19 липня 2020 року, в результаті адміністративно-територіальної реформи та ліквідації Вільнянського району, село увійшло до складу новоутвореного Запорізького району.
День села відзначається 21 вересня. 